# Sindhia
Pour les articles homonymes, voir Sindia.
Les Sindhia ou Sindia étaient la famille régnante marathe d'Ujjain et de Gwâlior, un ex-État princier de l'Inde. 
La dynastie est fondée par Rânojî Sindhia que le Peshwa Bâjî Râo Ier avait nommé commandant de ses troupes puis gouverneur du Mâlvâ en 1726, après la conquête de la région par les Marathes. Rânojî installe sa capitale à Gwâlior et crée sa dynastie. L'État de Gwalior devient une puissance régionale majeure durant la dernière moitié du XVIIIe siècle, participant aux trois guerres anglo-marathes, maîtrisant la nervosité des royaumes Rajput de la région et faisant la conquête de l'État d'Amber.
Battus avec les marathes par les Britanniques en 1761 dans la bataille de Panipat, ils voient cependant leur indépendance reconnue par leurs vainqueurs par le traité de Salby ou Salbai de 1783. Au début du XIXe siècle, avec leurs alliés traditionnels, ils s'emparent d'Âgrâ et contrôlent l'empereur moghol, se substituant grâce à leur puissante armée au pouvoir de Delhi. Cependant, leur pouvoir est miné par des conflits intérieurs et les Britanniques leur imposent, par le traité de Surjî Arjungaûn du 30 décembre 1803, la libération de l'empereur. Leur puissance ira dorénavant en diminuant et en 1844, ils deviennent les râja d'un État princier vassal du Raj britannique. 
Les Sindhia règnent sur Gwâlior jusqu'à l'indépendance de l'Inde en 1947 et l'intégration de leur territoire dans le nouvel État indien de Madhya Bharat en 1950.
- 1727 - 1750 : Rânojî Râo Sindhia
- 1750 - 1759 : Jayapa Râo Sindhia, fils du précédent, est assassiné en 1759.
- 1759 - 1761 : Jankojî Râo I Sindhia, deuxième fils de Rânojî.
- 1761 : Tukojî Râo I Sindhia, troisième fils de Rânojî.
- 1761 - 1794 : Mahâdâjî Râo I Sindhia (Mâdhava), quatrième fils de Rânojî. Il met à son service des officiers savoyards, comme de Boigne et Drugeon et avec leur aide réorganise l'armée marathe. En 1771, il prend Delhi et remet sur le trône l'empereur Shâh Âlam II, renversé par les Rohilla. Il connaît deux défaites face aux Britanniques en 1780 et 1785 et devant les Holkar en 1792.
- 1794 - 1827 : Daulat Râo Sindhia, bat Nizâ Alî mais connaît aussi la défaite devant les Holkar conduit par Jasvant Râo en 1802
- 1827 - 1843 : Jânkojî Râo II Sindhia (Mukki Râo)
- 1843 - 1866 : Jayâjî Râo Sindhia (Jiajî Râo) monte sur le trône après avoir lutté au côté des Britanniques contre l'usurpateur Dada Khasgîwala (1843 - 1844). Il est attaqué par la râni Lakshmî Bâî au cours de la révolte des Cipayes et doit se réfugier à Âgrâ. Il est réinstallé sur son trône par les Britanniques qui finissent par le renverser au profit de Dinkar.
- 1866 - 1886 : Dinkar Râo Sindhia
- 1886 - 1925 : Mâdhava Râo II Sindhia
- 1925 - 1947 : George Jîvâjî Râo Sindhia